# Người Chuvash

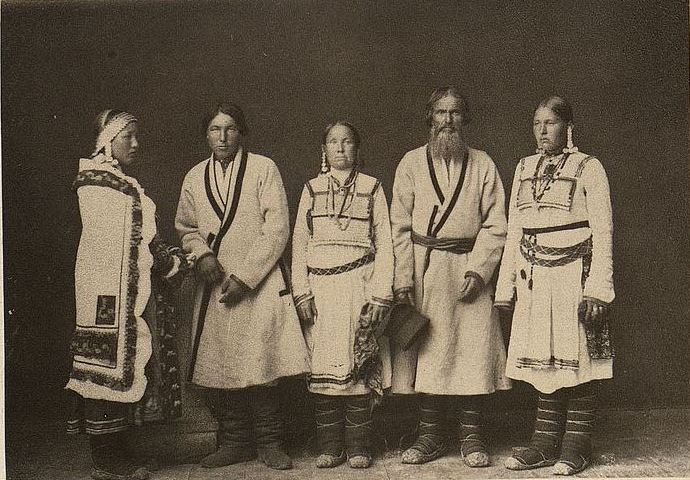
Người Chuvash đã rửa tội, 1870

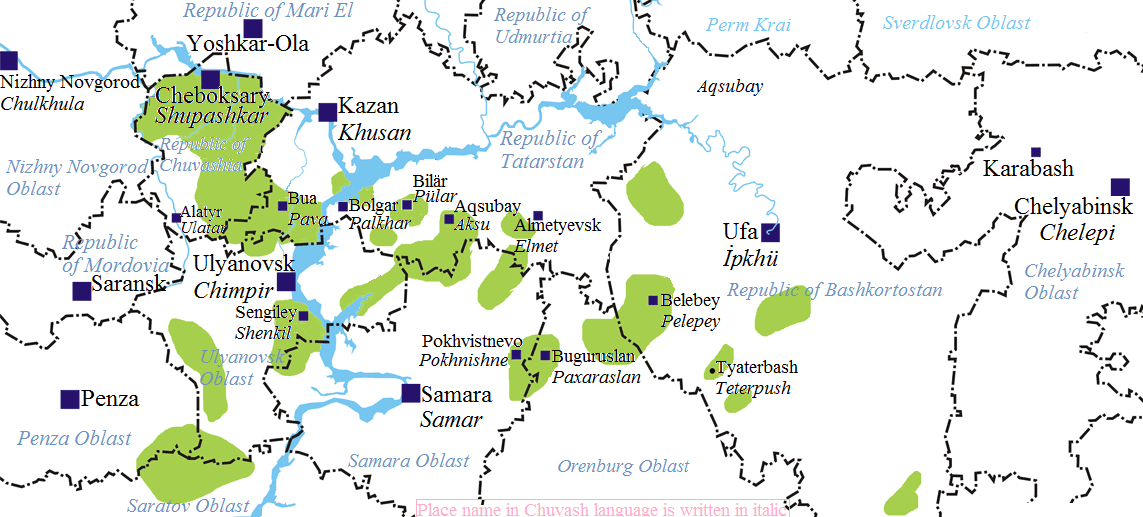
Chuvash diaspora tại Vùng liên bang Volga

Người Chuvash (tiếng Chuvash: чăваш, phát âm tiếng Chuvash: [t͡ɕəˈʋaʂ]; tiếng Nga: чуваши, phát âm [t͡ɕʊˈvaʂɨ]) là một dân tộc thuộc nhóm các dân tộc Turk, nguồn gốc từ một khu vực trải dài từ khu vực Volga đến Xibia. Hầu hết trong số họ sống ở cộng hòa Chuvashia và các khu vực lân cận, mặc dù các cộng đồng người Chuvash có thể được tìm thấy trên khắp Liên bang Nga.

## Từ nguyên
Không có từ nguyên được chấp nhận phổ biến của từ Chuvash, nhưng có hai lý thuyết chính cố gắng giải thích nó: một gợi ý rằng từ Chuvash có thể bắt nguồn từ jăvaš ('thân thiện', 'hòa bình'), trái ngược với şarmăs ('hiếu chiến'). Một giả thuyết khác dựa trên Tabghach, một gia tộc Tiên Ti thời trung cổ và là người sáng lập vương triều Bắc Ngụy ở Trung Quốc. Người Turk cổ tên Tabghach (Tuoba trong Quan thoại) được sử dụng bởi một số Inner Á dân để tham khảo Trung Quốcrất lâu sau triều đại này. Gerard Clauson đã chỉ ra rằng thông qua những thay đổi âm thanh thường xuyên, tên bang hội Tabghach có thể đã chuyển thành tên dân tộc Chuvash.